# ショップ・ボーイズ
ショップ・ボーイズ（Shop Boyz）は、アメリカ合衆国のラップ・グループである。ノースキャロライナ州,ローリーにて結成された。トラックメイカーの"リチャード・ハリス"に無料で制作してもらった、2007年発表のシングル「Party Like a Rock Star」が、全米ラップチャートにて首位を獲得した事で脚光を浴びる。2007年には同曲を収めたデビューアルバム『Rockstar Mentality』もリリースされ、全米ビルボード200にて初登場11位を記録した。

## メンバー
- ディミトリアス・"ミーニー"・ハーディン (Demetrius "Meany" Hardin)
- リチャード・"ファット"・スティーブンス (Richard "Fat" Stephens)
- ラシード・"シード"・ハイタワー (Rasheed "Sheed" Hightower)

## ディスコグラフィ

### スタジオ・アルバム
- Rockstar Mentality (2007年、Universal Motown)
- Gift and a Curse (2015年)

### シングル
- "Party Like a Rockstar" (2007年)
- "They Like Me" (2007年)
- "Up Thru There" (2008年)